# Dugny-sur-Meuse
Dugny-sur-Meuse é uma comuna francesa na região administrativa do Grande Leste, no departamento de Meuse. Estende-se por uma área de 19 km², e possui 1.308 habitantes, segundo o censo de 2018, com uma densidade de 69 hab/km².